# Łusarkowate

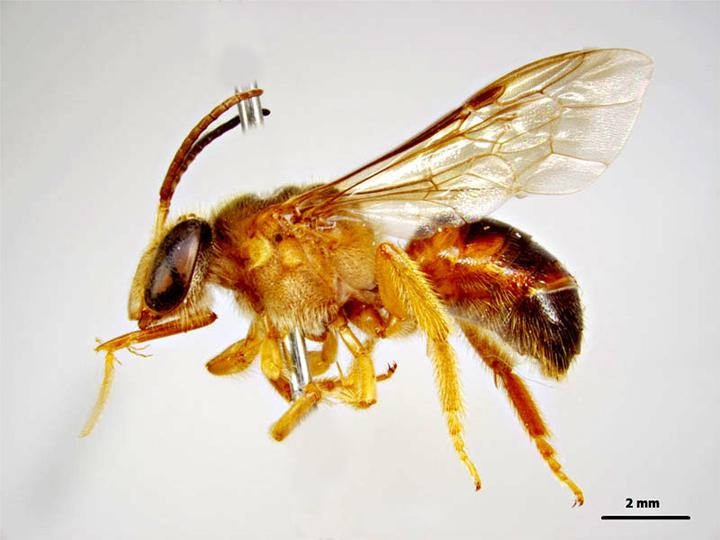
Samiec Reepenia bituberculata

Łusarkowate (Nomiinae) – podrodzina owadów z rzędu błonkoskrzydłych, nadrodziny pszczół i rodziny smuklikowatych.

## Opis
Głowa samic charakteryzuje się wargą górną o wierzchołku wydłużonym w silny wyrostek otoczony grubymi szczecinkami i zaopatrzony w silny kil po stronie grzbietowej.
Tułów cechuje się rowkami episternalnymi sięgającymi tylko trochę poniżej rowków skrobalnych i tam mającymi postać słabego wgłębienia. Niekiedy rowki episternalne są skierowane silnie do przodu, zaś u Halictonomia zarówno rowki episternalne jak i skrobalne są w większości lub całkowicie zanikłe. Użyłkowanie skrzydła odznacza się wszystkimi żyłkami silnie zaznaczonymi. Komórka marginalna zazwyczaj jest niezbyt silnie zwężona ku zaokrąglonemu wierzchołkowi, ale u bardzo małych gatunków może być spiczasto zakończona. U większości gatunków komórki submarginalne pierwsza i trzecia są mniej więcej tak samo długie i wyraźnie dłuższe od drugiej, ale u mniejszych gatunków trzecia może być znacznie krótsza od pierwszej, choć wciąż wyraźnie dłuższa od drugiej. Wyjątkiem jest rodzaj Steganomus mający tylko dwie komórki submarginalne. Samice mają dobrze rozwinięte skopy na udach i krętarzach oraz penicilusy na tylnych nadstopiach.
Metasoma u samic ma fimbrię przedpygidialną niepodzieloną pośrodku podłużnym obszarem nagiego lub delikatnie i krótko owłosionego oskórka. Narządy rozrodcze samców cechuje poprzeczny siódmy sternit z dwoma lub czterema wyrostkami wierzchołkowymi, zwarty ósmy sternit o kształcie trójkątnym lub pięciokątnym, szeroki, pozbawiony płytki pygidialnej i często wcięty siódmy tergit oraz dolna para gonostyli mniejsza od górnej, a niekiedy całkiem zanikła.

## Biologia
Łusarkowate gniazdują w glebie. W gniazdach większości gatunków od korytarza głównego odchodzą mniej lub bardziej poziome korytarze boczne, a od nich pionowe komórki lęgowe, niekiedy zebrane w luźne lub ciasne klastry, czasem wsparte przez filary lub korzonki w jamkach gleby. U części gatunków z rodzaju Lipotriches gniazdo składa się z poziomego korytarza i szypułkowatych, ustawionych poziomo lub nieco po skosie komórek lęgowych. Umieszczane w komórkach masy pyłku mogą przybierać rozmaite kształty, np. półkuliste, soczewkowate czy prostokątne w zarysie. 
Obok samotnic należą tu także gatunki gniazdujące w koloniach, a nawet kwazisocjalne – z pewnym stopniem podziału obowiązków między członkami kolonii.

## Rozprzestrzenienie
Podrodzina ta licznie reprezentowana jest w faunie krainy etiopskiej, orientalnej i australijskiej, natomiast gatunki występujące w Ameryce Północnej i krainie palearktycznej są nieliczne, a w Ameryce Południowej brak łusarkowatych zupełnie. W Polsce występują tylko dwa gatunki: Pseudapis diversipes i P. femoralis.

## Systematyka i filogeneza
|  | łusarkowate                                                           |
|  |                                                                       |
|  | \| \| Nomioidinae \| \| \| \| \| \| smuklikowate właściwe \| \| \| \| |
|  |                                                                       |
|  | Nomioidinae                                                           |
|  |                                                                       |
|  | smuklikowate właściwe                                                 |
|  |                                                                       |

|  | Nomioidinae           |
|  |                       |
|  | smuklikowate właściwe |
|  |                       |

|  | łusarkowate                                                           |
|  |                                                                       |
|  | \| \| Nomioidinae \| \| \| \| \| \| smuklikowate właściwe \| \| \| \| |
|  |                                                                       |
|  | Nomioidinae                                                           |
|  |                                                                       |
|  | smuklikowate właściwe                                                 |
|  |                                                                       |

|  | Nomioidinae           |
|  |                       |
|  | smuklikowate właściwe |
|  |                       |

|  | Stenotritidae |
|  |               |
|  | lepiarkowate  |
|  |               |

|  | łusarkowate                                                           |
|  |                                                                       |
|  | \| \| Nomioidinae \| \| \| \| \| \| smuklikowate właściwe \| \| \| \| |
|  |                                                                       |
|  | Nomioidinae                                                           |
|  |                                                                       |
|  | smuklikowate właściwe                                                 |
|  |                                                                       |

|  | Nomioidinae           |
|  |                       |
|  | smuklikowate właściwe |
|  |                       |

|  | łusarkowate                                                           |
|  |                                                                       |
|  | \| \| Nomioidinae \| \| \| \| \| \| smuklikowate właściwe \| \| \| \| |
|  |                                                                       |
|  | Nomioidinae                                                           |
|  |                                                                       |
|  | smuklikowate właściwe                                                 |
|  |                                                                       |

|  | Nomioidinae           |
|  |                       |
|  | smuklikowate właściwe |
|  |                       |

|  | Stenotritidae |
|  |               |
|  | lepiarkowate  |
|  |               |

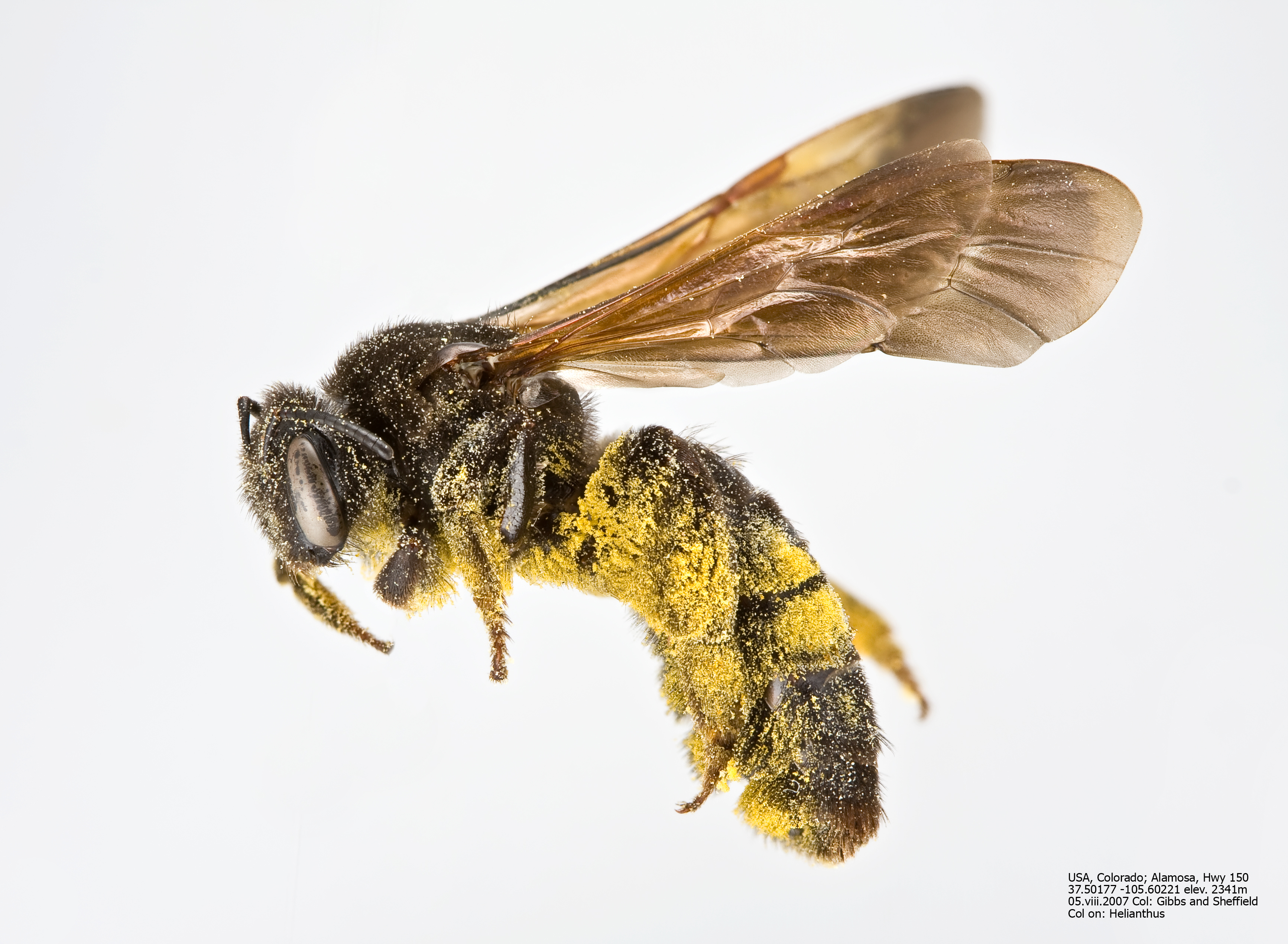
Samica Dieunomia heteropoda

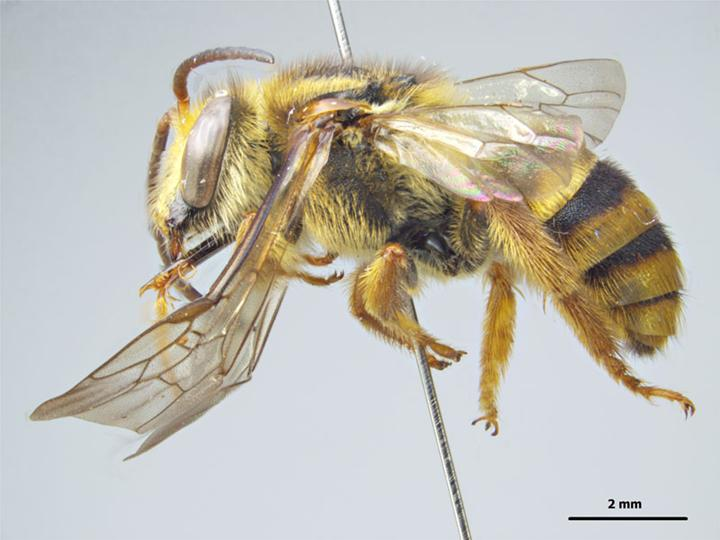
Samiec Mellitidia tomentifera

Wyniki opublikowanej w 2013 przez Hedtke, Patiny i Danfortha filogenetycznej analizy molekularnej wskazują, że łusarkowate stanowią grupę siostrzaną dla kladu obejmującego Nomioidinae i smuklikowate właściwe.
Podrodzina ta obejmuje 11 rodzajów:
- Dieunomia Cockerell, 1899
- Halictonomia Pauly, 1980
- Lipotriches Gerstäcker, 1858
- Mellitidia Guérin-Méneville, 1838
- Nomia Latreille, 1804
- Pseudapis W. F. Kirby, 1900
- Ptilonomia Michener, 1965
- Reepenia Friese, 1909
- Spatunomia Pauly, 1980
- Sphegocephala Saussure, 1890
- Steganomus Ritsema, 1873